# Sindangsari (Petir)
Sindangsari is een bestuurslaag in het regentschap Serang van de provincie Banten, Indonesië. Sindangsari telt 4831 inwoners (volkstelling 2010).